# 觀音湖

觀音湖，是臺灣的一座湖泊，位於高雄市仁武區，攔截後勁溪支流獅龍溪溪水而形成的半人工湖，為仁武地區重要的灌溉水源之一，目前由台糖公司經營管理，並轉型為觀光用途。

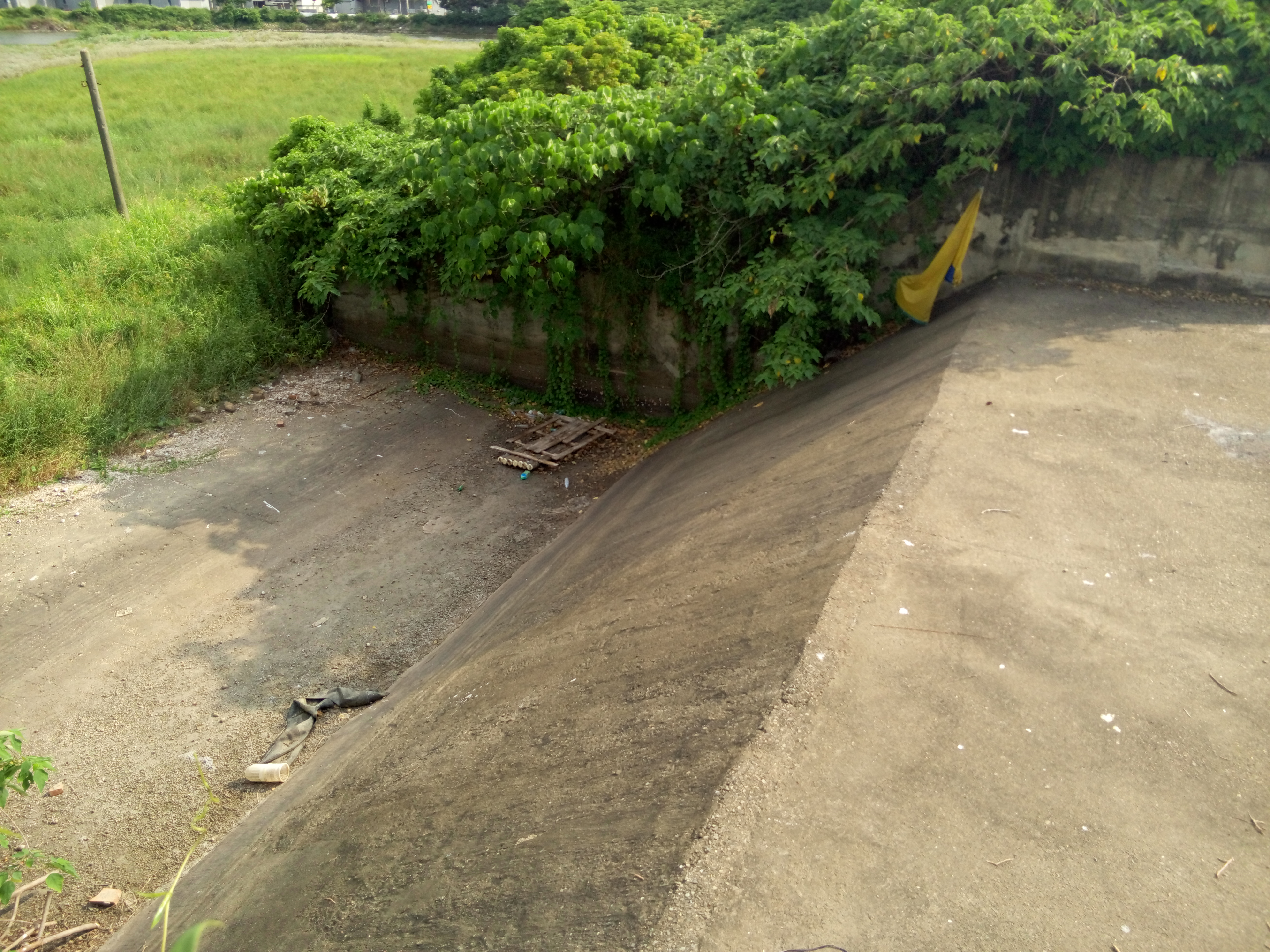
觀音湖水庫內湖的排洪道，形式為自然溢流堰

## 沿革
觀音湖原址於台灣清治時期是「仁武庄埤」，位於仁武庄，原是一座天然湖泊，於1758年（清乾隆二十三年）由閩浙總督所建，故稱「總督埤」，是曹公圳附屬埤塘之一。日治時期台灣製糖株式會社成立，於當地設立仁武農場，為了提供仁武農場蔗園灌溉用水，於是在1916年（大正5年）開始興建觀音湖水庫，1920年完工。1969年（民國58年）1月20日中華民國總統蔣介石前往附近的觀音山欣賞湖光山色，遂命名為「觀音湖」。

## 水庫
觀音湖水庫主要功能為提供仁武農場蔗園灌溉，雨季來臨時發揮蓄水與防洪功能，灌溉面積約 252 公頃，原本隸屬於台灣糖業公司旗山糖廠，屬於離槽水庫，水源來自於後勁溪支流獅龍溪，集水區面積約0.51平方公里，正常蓄水位標高39.33 公尺，平時湖面面積為17.6公頃，滿水位面積21公頃。壩型為土石壩，壩頂標高40.9 公尺，壩身高度 6 公尺，壩頂長度600 公尺。觀音湖分為內外兩湖，外湖較淺內湖較深，湖岸綠意盎然，景色宜人。